# Charles F. Manderson

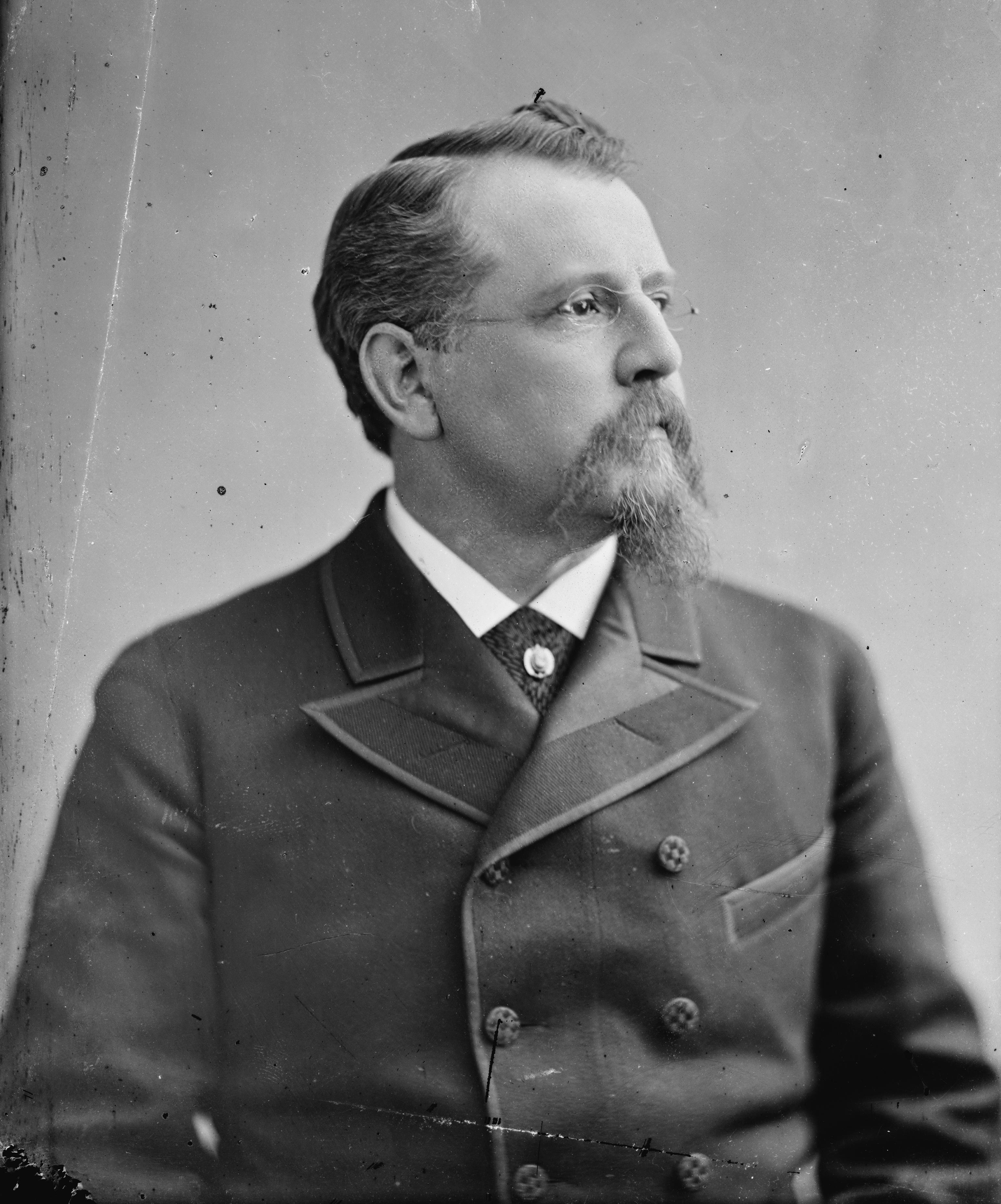
Charles F. Manderson

Charles Frederick Manderson, född 9 februari 1837 i Philadelphia, Pennsylvania, död 28 september 1911 ombord ångfartyget RMS Cedric i England, var en amerikansk republikansk politiker. Han representerade delstaten Nebraska i USA:s senat 1883-1895.
Manderson gick i skola i Philadelphia. Han flyttade 1856 till Ohio och studerade juridik. Han deltog i amerikanska inbördeskriget som officer i nordstaternas armé. Han arbetade som advokat först i Ohio och sedan i Nebraska.
Manderson efterträdde 1883 Alvin Saunders som senator för Nebraska. Han efterträddes 1895 av John Mellen Thurston. Manderson avled 1911 och gravsattes på begravningsplatsen Forest Lawn Memorial Park i Omaha.
Staden Manderson, Wyoming namngavs efter honom 1889.